# Karl Funk (Pädagoge)
Karl Funk (* 27. Dezember 1781 in Leipzig; † 15. Juni 1857 in Suderode) war ein deutscher Pädagoge.

## Leben

### Familie
Karl Funk war der Sohn des Physik-Professors Christlieb Benedict Funk. Nach dem frühen Tod seines Vaters kam er 1791 zur weiteren Erziehung in das Haus seines Onkels Gottfried Benedict Funk nach Magdeburg.
Er war verheiratet; von seinen Kindern ist namentlich bekannt:
- Aemil Funk (1809–1864)[1], Stadtrat in Magdeburg.

1840 war er mit der Anschrift Alte Markt 19 in Magdeburg verzeichnet.

### Werdegang
Er besuchte bis 1800 die Domschule (ab 1822 Domgymnasium, später Königliches Domgymnasium zu Magdeburg) in Magdeburg und immatrikulierte sich anschließend an der Universität Halle. Er beendete 1803 sein Studium und wurde am 5. Oktober 1803 als Collaborator an der Domschule Magdeburg angestellt. 1814 erhielt er die Stelle von Johann Andreas Matthias, der zum Rektor der Schule ernannt worden war. 1827 erhielt er die Ernennung zum Professor.
Nachdem er 1832 zum Konsistorialrat ernannt worden war, verlieh ihm die Theologische Fakultät der Universität Halle 1834 den Titel Dr. theol.
Am 25. Januar 1838 erfolgte seine Ernennung zum Direktor des Domgymnasiums und am 31. Mai 1838 wurde er durch den Bischof Johann Heinrich Bernhard Dräseke in sein Amt eingeführt. Nachdem er lateinischen und griechischen Unterricht gehalten hatte, übernahm er als Direktor den griechischen, hebräischen und den Religionsunterricht in der Prima.
Zu seinen Schülern gehörten unter anderem der spätere Provinzialschulrat Theodor Wehrmann, Theodor Drenckmann, Oberkonsistorialrat und Superintendent in Arnstadt, der spätere Berliner Schulreformer Heinrich Bertram und der spätere Hochschullehrer und Kirchenhistoriker Wilhelm Ernst Möller.
Seit dem 17. September 1840 fanden erstmals öffentliche Schulprüfungen statt; ab 1846 wurden diese jährlich zu Ostern abgehalten.
1843 arbeitete er die Bedingungen des Schulbesuchs im Domgymnasium aus, die im Programm des Königlichen Domgymnasiums zu Magdeburg: 1842/43 veröffentlicht wurden.
1845 begann der Unterricht in der Stolzeschen Stenografie durch Reinhold Lamlé (1801–1888), bis dieser 1849 nach Berlin versetzt wurde. Der Unterricht wurde darauf erst 1863 durch den Oberlehrer Hildebrandt wieder aufgenommen und fortgesetzt.
1848 erfolgte die Einführung des Turnunterrichts, nachdem 1845 in den Festungswällen vor dem Ulrichstor ein Turnplatz bewilligt worden war. Im selben Jahr trat er aus gesundheitlichen Gründen am 1. Juli 1848 in den Ruhestand, sein Nachfolger wurde Friedrich Wiggert.
Nach seinem Tod überließ sein Sohn den größten Teil der Bibliothek mit über 2.000 Büchern dem Domgymnasium.

## Ehrungen und Auszeichnungen
Anlässlich seines Eintritts in den Ruhestand erhielt Karl Funk den Roten Adlerorden 4. Klasse verliehen.

## Mitgliedschaften
Durch seinen Sohn Aemil wurde Karl Funk 1847 als Logenmitglied für die Freimaurerloge Ferdinand zur Glückseligkeit im Orient geworben, schied dann jedoch 1857 bereits wieder aus.

## Schriften (Auswahl)
- Allgemeine Uebersicht der Geschichte des Christenthumes als Leitfaden eines pragmatischen Unterrichtes für die oberste Gymnasialbildungsstufe. Magdeburg 1825.
- Versus in solutae orationis scriptoribus observati. Magdeburg 1826.
- Antrittsworte des neuen Directors. 1839.
- Bedingungen des Schulbesuchs im Domgymnasium. 1843.